# عكاكير
عكاكير قرية تتبع ناحية عوج في منطقة مصياف في غرب محافظة حماة في سورية.
تقع القرية في أقصى الزاوية الجنوبية الغربية من محافظة حماة. وتبعد 58 كم عن مدينة حماة وترتفع 950 م عن سطح البحر على السفح الشرقي لسلسلة جبال اللاذقية وهي تشتهر بزراعة الأشجار المثمرة من تفاح وكرمة وزيتون ولوزيات ومعظم أهلها من المزارعين.
القرية حديثة النشوء ولا يتعدى بداية إنشائها 400 سنة كما يروي كبار السن لذلك تخلو من أي معلم أثري سوى بقايا قرية قديمة تبعد عنها حوالي 1 كم وتسمى خربة ميق ويبدو أنها كانت تابعة لمريمين وأهل القرية من هذه الخربة هجروها وأحدثوا هذه القرية لجفاف مياه الينابيع في الخربة القديمة.
القرية تصلح لأن تكون قرية سياحية بامتياز نظراً لطبيعتها الجميلة وإطلالتها الرائعة على السهول الداخلية لكنها تخلو من أصحاب رؤوس الأموال والمستثمرين القادرين على تمويل المشاريع السياحية لذلك لايوجد فيها أي معلم سياحي.
يوجد في القرية بلدية أحدثت عام 1997.